# Erich Przywara
Erich Przywara (ur. 12 października 1889 w Katowicach, zm. 28 września 1972 w Hagen koło Murnau) – niemiecki duchowny rzymskokatolicki (jezuita), filozof i teolog, znany przede wszystkim z rozwinięcia filozoficznego pojęcia analogia entis (analogii bytu).

## Życiorys
Jego ojciec był Polakiem z rodziny chłopskiej, a matka Niemką z rodziny pruskich urzędników. Sam opisywał swoje śląskie korzenie jako „jedność przeciwieństw” – Polaków i Niemców, rolników i przemysłowców – co wpłynęło na jego myśl filozoficzną, w której pojawia się na przykład pojęcie „jedności w napięciu” (niem. Spannungseinheit). Wskazując na źródła swojej refleksji, Przywara odwoływał się też swojej formacji jako muzyka („zmysł formy”).
2 czerwca 1908 Erich Przywara rozpoczął nowicjat w zakonie jezuitów. Jednym z jego nauczycieli był Joseph Fröbes. W roku 1920 przyjął święcenia prezbiteratu. Od 1922 pracował w redakcji jezuickiego czasopisma Stimmen der Zeit aż do jego zamknięcia przez Gestapo w r. 1941. Wskutek przeżyć wojennych zachorował; w r. 1950 choroba pogłębiła się na tyle, że usunął się z życia wspólnotowego i przeniósł na wieś. Jego grób znajduje się na cmentarzu jezuitów w Pullach.
Bibliografia zestawiona na kilka lat przed jego śmiercią zawiera 46 książek i około 700 artykułów. Wśród nich znajdują się prace filozoficzne i teologiczne, a ponadto wiersze i rozważania dotyczące życia duchowego.
Był spowiednikiem Edyty Stein. Wśród jego uczniów był Hans Urs von Balthasar.

## Znaczenie w historii filozofii i teologii

### Analogia Entis
Najbardziej znanym dziełem Przywary jest rozprawa pod tytułem Analogia Entis. Dzieło to, napisane w oryginale po niemiecku, zostało przełożone na języki francuski, włoski, hiszpański i angielski. Według Przywary pojęcie analogii odnosi się do sytuacji, w której nie zachodzi ani wieloznaczność (łac. aequivocatio), ani jednoznaczność (łac. univocatio); innymi słowy, zachowuje się to samo pojęcie przy radykalnej zmianie znaczenia.
Rozprawa Przywary rozpoczyna się od zagadnienia formalnej podstawy metafizyki. Wskazuje tutaj na dwa aspekty: analizę bytu (w użytej przez siebie terminologii metaontykę) i analizę aktu poznania (metanoetykę). Refleksja nad poznaniem nie może jednak abstrahować od bytowego charakteru poznającego, a z kolei analiza bytu bez refleksji nad poznaniem będzie zawsze nienaukowa. W skrócie oznacza to, iż jakakolwiek metafizyka oparta na analizie bytów stworzonych (niem. kreatürliche Metaphysik) będzie zawsze niekompletna, ponieważ nie znajdzie dla siebie absolutnej podstawy. Wskazuje to w kierunku jedności bytu i jego poznania, która ma miejsce jedynie w Bogu. Różnicę między podejściem filozoficznym a teologicznym Przywara ujmuje jak następuje: „Chodzi tu raczej o skrajny rozziew między « metodologicznym ateizmem » filozoficznym, co jest właściwe «zawieszeniu osądu co do statusu stworzenia jako takiego» (...) i teologiczną theologia archetypa (to znaczy teologią, którą Bóg ma w sobie i dla siebie, a nie ku nam). (...) W filozofii « stworzenie » jest miarą «Boga», w teologii « Bóg » jest miarą « stworzenia »”.
Sama analogia bytu (łac. analogia entis) polega na napięciu (wywołanym przez nieidentyczność) między Stwórcą a stworzeniem, względnie między istotą a istnieniem w obrębie samego stworzenia. W sensie teologicznym napięcie to odnosi się do ujawniania się (niem. Erscheinung) Boga w świecie z jednej strony, a z drugiej do Jego transcendencji. Termin analogia entis w założeniu odzwierciedla wewnętrzną dynamikę i strukturę stworzenia. We wstępie do swojej rozprawy sam Przywara streszcza swój cel następująco: „Analogia entis jest ideą, która od zawsze stała u podstawy moich pism (...) miała Augustynową nazwę « Boga w nas i Boga ponad nami ». Określało to przede wszystkim zasadniczą tendencję (...) do uchwycenia « najbardziej podstawowego » związku między Bogiem a stworzeniem. Chodziło więc tu ponadto o związek między teologią pozytywną a teologią negatywną.”
Przywara używa wziętego z muzyki pojęcia „rytmu” między innymi dla opisania napięcia między uwielbieniem Boga obecnego we wszechświecie a uwielbieniem Boga w „jedynym konkretnym wydarzeniu Chrystusa”. Sam wyjaśniał to następująco: „Muzyka jako forma jest ojczystym źródłem tego, co się dla mnie stało « biegunowością »: « jednością w napięciu » i ostatecznie « analogią ».”

### Antropologia i teologia publiczna
Niemożność pojęciowego ujęcia Boga „zawsze większego” (Deus semper maior) powoduje, iż konkretną drogą poznania Boga staje się relacja do drugiego człowieka. Zdolność widzenia śladu Bożego w każdym uzdalnia do przyjęcia drugiego człowieka w jego podmiotowej inności.
W rozprawce Idee Europa Przywara zwraca uwagę, iż, w odróżnieniu od współczesnego pojęcia obywatelstwa, starożytne pojęcie przynależności do polis polegało na uczestnictwie i przyczynianiu się do wspólnego dobra. Rzeczywista polityka jest więc wspólną wzajemną służbą, a zatem ma formę quasi-liturgiczną, odzwierciedlającą służbę Królowi, który „nie przyszedł, aby mu służono, ale służyć” (Mt 20, 28); oznacza to jednak również, że prawdziwa forma Kościoła jest nie skupiona na sobie i własnym przetrwaniu, lecz służebna w odniesieniu do świata.

### Przywara a inni filozofowie i teologowie

#### Dyskusje w okresie największej aktywności Przywary
Przywara odnosił się krytycznie zarówno do współczesnej mu filozofii za zaniedbywanie odniesień teologicznych, jak i do filozofii typu scholastycznego, pomijającej konkretne życie, kulturę i ludzkie poglądy na świat, czyli wszystko, co można określić terminem „faktyczności” (niem. Sachliche).
Najbardziej znanym krytykiem poglądów Przywary był Karl Barth, który określił go jako „wcielonego Goliata”, w porównaniu z którym wszyscy inni przeciwnicy szwajcarskiego teologa byli „karłami”. Samą ideę analogia entis Barth określił jako „wynalazek Antychrysta” i wystarczający powód do odrzucenia katolicyzmu.

#### Odbiór Przywary później
Filozofowie i teologowie, którzy zajęli się myślą Przywary, podkreślali niezwykłą rozległość jego planów filozoficznych. Hans Urs von Balthasar stwierdził, iż „zarówno zamierzenie [Ericha Przywary] jak i jego realizacja wydają się zbyt wielkie dla współczesnych czasów”. Z kolei szwajcarski filozof Philibert Secretan zauważył, że „Erich Przywara należy do tych, którzy, mimo swego geniuszu, padli ofiarą stopnia trudności ich dzieła”.
W kwestii aktualności myśli Przywary wypowiadano bardzo zróżnicowane opinie. Amerykański teolog Kevin M. Vander Schel podkreśla (2017) ponadczasowość teologii Przywary: „W całej swojej twórczości Przywara widział miejsce dla pozytywnie twórczej i otwartej kulturowo formy katolicyzmu. Mówił o nowym rodzaju myślenia katolickiego, wykraczającego poza antytezę modernizmu i integryzmu”. Z kolei wykładowca Uniwersytetu Laterańskiego Denis Biju-Duval jest zdania (1999), że system Przywary jest bardzo silnie uwarunkowany klimatem intelektualnym epoki, w której powstał: „Zauważmy (…) charakter (…) myśli, który Przywara wywodzi ze swego wychowania w bardzo suarezowskim „tomizmie”. Dążąc do wyczerpania wiedzy ludzkiej w pojęciach (…), jego myśl, choć głęboka, a często genialna, czasami staje się nadmiernie skomplikowana. (…) Przywara ma rzeczywistą trudność, by uwzględnić wymiary istnienia i „przeżytego życia”. (…) Jego skłonność do konceptualizacji nieuchronnie prowadzi go do myślenia bardziej o koncepcji istnienia lub idei przeżytego życia niż o istnieniu lub przeżytym życiu. (…) Nie można było tego dokonać w atmosferze filozoficzno-teologicznej jego czasów. Na poziomie teologicznym Konstytucja Dei Verbum Soboru Watykańskiego II ponownie skupiła Objawienie na rzeczywistej Osobie Słowa, które stało się ciałem, w porównaniu do wcześniejszej teologii, skupiającej się bardziej na treściach pojęciowych i doktrynalnych. Tymczasem ta rzeczywista Osoba Chrystusa pojawia się w Analogia Entis w znacznie mniejszym stopniu, niż to, co charakteryzuje ją pojęciowo w Jej tajemnicy, co Przywara nazywa das Christliche.”.
6 maja 2016 r. w przemówieniu, wygłoszonym z okazji odebrania Nagrody Karola Wielkiego, do teologii publicznej Przywary odniósł się papież Franciszek: „Erich Przywara w swoim wspaniałym dziele Idee Europa [Idea Europy] zaprasza nas do postrzegania miasta jako miejsca, gdzie współistnieją różne instytucje i różne poziomy.”.